# Hopmann (krater księżycowy)
Hopmann – krater uderzeniowy znajdujący się na południowej półkuli na niewidocznej z Ziemi stronie Księżyca. Przylega do północnej ściany dużego krateru Poincaré, a na północnym zachodzie znajduje się krater Garavito.
Zewnętrzny brzeg tego krateru został zniszczony w procesie erozji i przez późniejsze uderzenia. Wewnętrzne południowe ściany są ukształtowane tarasowo. Na północnej ścianie znajduje się mały krater, a na wschodnim para maleńkich kraterów.
Wnętrze ma niższe albedo niż otaczająca go powierzchnia, nadając ciemniejszy wygląd. W pobliżu środka znajdują się niskie grzbiety i fragment podwójnego brzegu na południowo-wschodniej ścianie. Przy północno-zachodniej ścianie maleńkie kratery otoczone są przez niewielką ilość materiału o wyższym albedo, nadając wygląd białej łatki.